# Couvent des Dames de la Congrégation-Notre-Dame
L'ancien couvent des Dames de la Congrégation  de Laon, dans le département français de l'Aisne, est situé 4 rue de la Congrégation.

## Histoire
Le couvent des Dames de la Congrégation a été fondé à Laon en fin 1622 par lettre patente de Louis XIII. Le lieu fut choisi par René Larouilli, commissaire du roi car les bourgeois de la ville avaient fait appel de l'autorisation du roi et faisaient obstacle à l'implantation de la congrégation. Les sœurs furent hébergées pendant neuf années au Petit-saint-Vincent pendant les travaux d'édification du couvent.
La première pierre fut posée à la saint-Vincent de 1624 par l'évêque Philibert de Brichanteau qui fit six cents livres de don de bois, de plomb...
L'institution était vouée à l'enseignement des jeunes filles. L'autorité révolutionnaire a fermé l'établissement le 3 juin 1791 car les sœurs refusèrent de prêter serment et furent chassées. Le couvent comptait quatre cours, deux jardins et 80 chambres. Il n'a rouvert qu'en 1808. En 1794, la chapelle qui était dédiée à saint Ignace fut transformée en corps de garde, puis en salle de vote, magasin de fourrages, servit aussi de prison et devint en 1831 maison de justice et d'arrêt jusqu'en 1973. Le plan initial du couvent a été conservé dans son intégralité. L'église est orientée et à partir d'elle tous les bâtiments conventuels s'ordonnent autour du cloître. 
La façade de l'ancienne chapelle a été classée à l'inventaire des Monuments historiques en 1980.